# 馬克西米公園

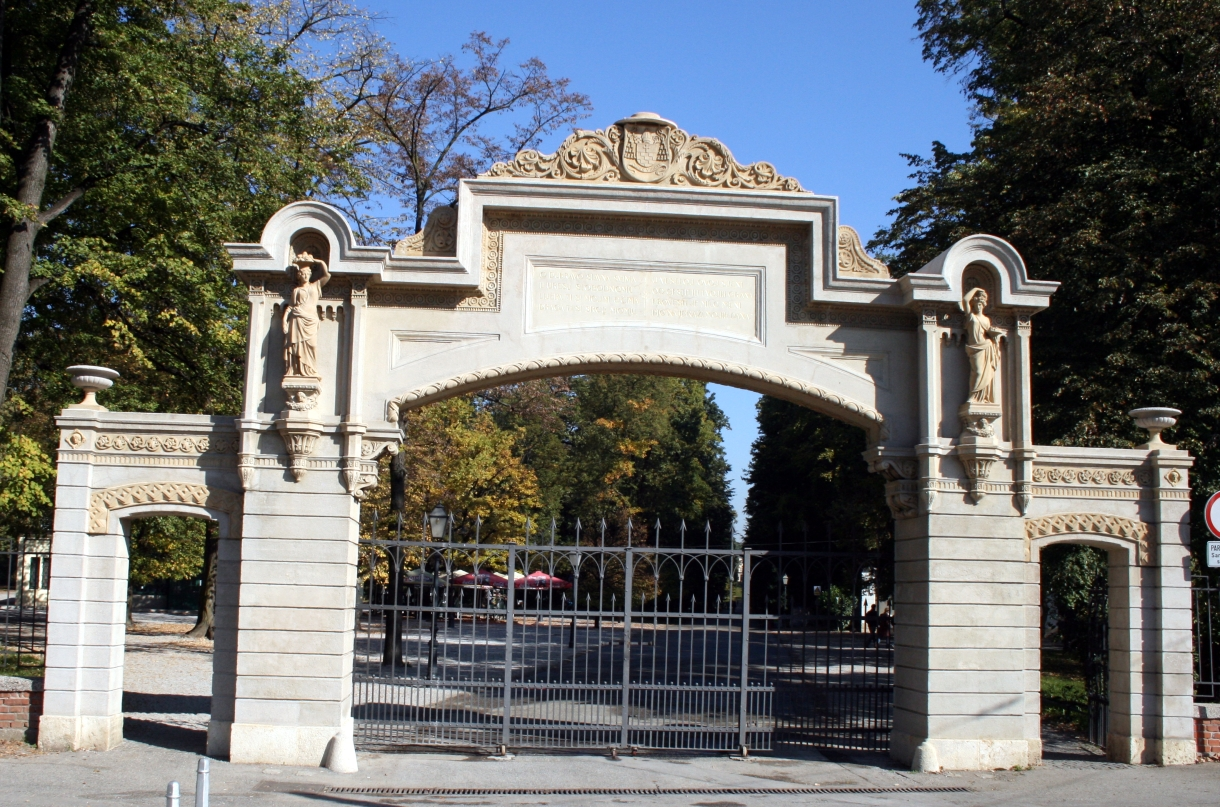
馬克西米公園

馬克西米公園（Maksimir Park）是克羅埃西亞首都薩格勒布歷史最古老的公園。

## 历史
這座公園設立於1787年，也是東南歐的首座大型公園，並在1794年在Maksimilijan Vrhovac主教的倡議下正式對外開放。馬克西米公園在設立時位於市郊，但現在已經位於市中心。

## 外部連結
- 维基共享资源上的相關多媒體資源：馬克西米公園

45°49′47″N 16°01′14″E / 45.82972°N 16.02056°E